# گوتزرو
شهر گوتزرودر ایالت مکلنبورگ-فورپومرن در کشور آلمان واقع شده‌است.

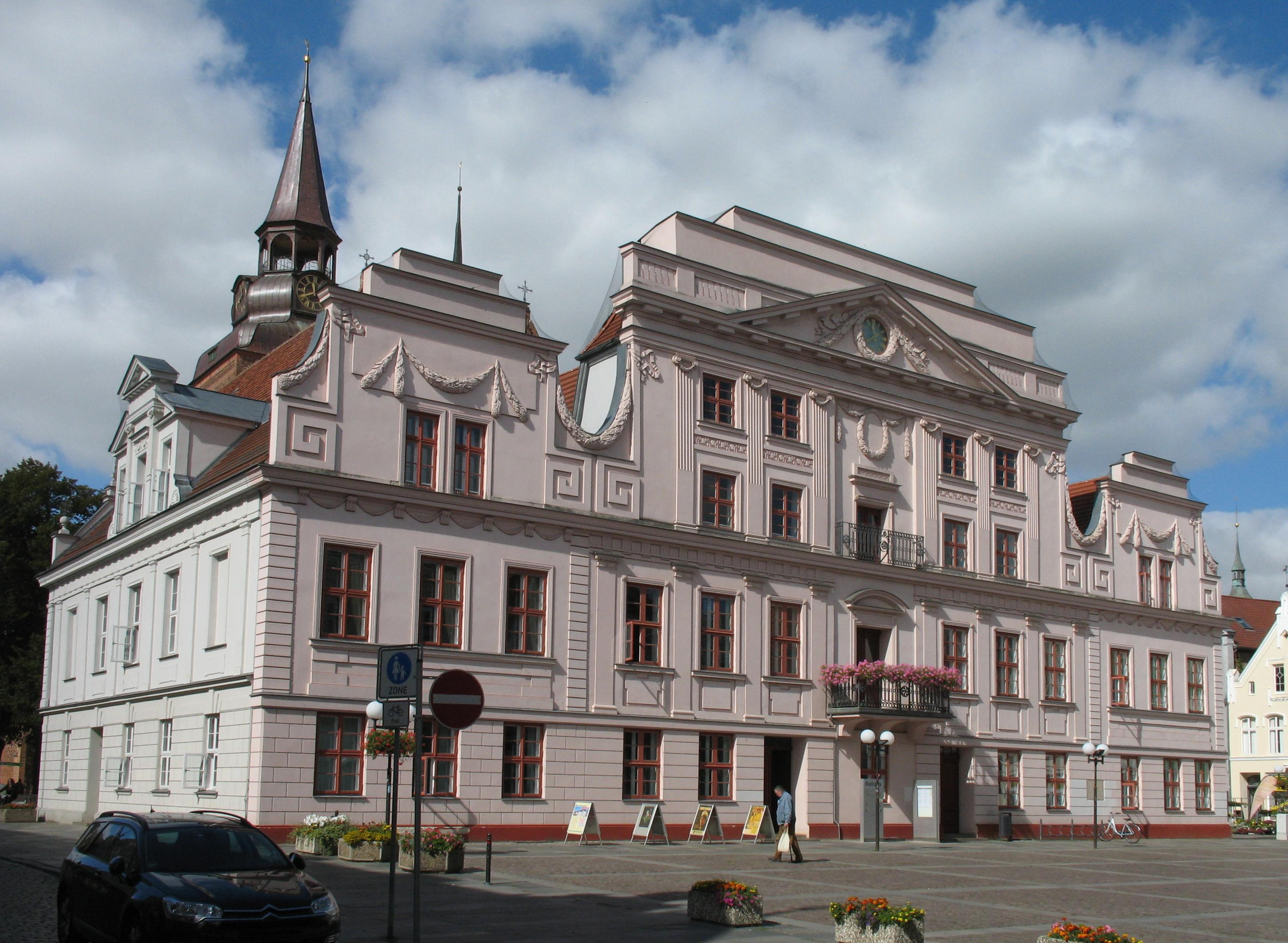